# Bukit Salak
Bukit Salak är en kulle i Indonesien.   Den ligger i provinsen Aceh, i den västra delen av landet, 1 600 km nordväst om huvudstaden Jakarta. Toppen på Bukit Salak är 254 meter över havet, eller 121 meter över den omgivande terrängen. Bredden vid basen är 3,7 km.
Terrängen runt Bukit Salak är platt åt nordost, men åt sydväst är den kuperad.Runt Bukit Salak är det glesbefolkat, med 15 invånare per kvadratkilometer. I omgivningarna runt Bukit Salak växer i huvudsak städsegrön lövskog.